# Nick Zakelj
Nicholas Zakelj (Broadview Heights, Ohio,  de  de 1999) más conocido como Nick Zakelj, es un jugador profesional estadounidense de fútbol americano que se desempeña en la posición de offensive tackle en San Francisco 49ers, equipo de la National Football League (NFL).

## Carrera
Fue seleccionado en la sexta ronda en la Reunión Anual de Selección de Jugadores de la NFL de 2022. Hizo su debut profesional con el equipo San Francisco 49ers, donde lleva jugando dos temporadas.